# おはよう!松井さんちの土曜日です
おはよう!松井さんちの土曜日です（おはよう!まついさんちのどようびです）は、MBSラジオで1986年4月12日から1992年10月3日まで毎週土曜日の朝に放送されていたラジオ番組。

## 概要
健康とスポーツ情報を中心にした生ワイド番組。

## 放送時間
- 6:30 - 7:45（1986年4月12日 - 1988年10月8日）
- 6:55 - 8:00（1988年10月15日 - 1991年3月30日）※TBSラジオから『ニュースマガジン』（6:00 - 6:55）をネット開始のため短縮
- 6:00 - 8:00（1991年4月6日 - 1992年10月3日）※『ニュースマガジン』ネット終了のため拡大

## 出演者
- 松井昭憲
- 吉江真紀（1986年4月12日 - 1986年12月）
- 山内ゆかり（1987年1月 - 1987年9月）
- 林徳子（1987年10月 - 1992年10月）
- 太田幸司（1987年3月 - 1992年10月）

## コーナー
- ヘルシーサロン[2]（単独番組時代から継続）
- ゴルフコーナー → ゴルフ○番ホール
- がんばれスポーツ （1987年〜1988年9月）
- 太田幸司のプロ野球リポート（太田幸司のスポーツコーナー） （1987年〜1992年10月）
- おはようリポート （1988年10月〜1989年）
- 朝一番うまいもの情報 → 朝一番！うまいものプレゼント → 朝一番！松井さんちのうまいものプレゼント（1989年〜1992年10月）
- ノンちゃん街をゆく （1991年4月〜1992年10月）※林徳子メインのコーナー
- 松ちゃんの早起きは三文の得 （1991年4月〜1992年10月）
- 毎日ニュース
- お天気のお知らせ
- 交通情報[3]

（参考：）